# Чистое (озеро, Тамбовская область, у Тамбова)
Чистое, Чистоозёрное, Чистозерское или  Святое — озеро в Тамбовском районе Тамбовской области, расположенное на правом берегу Цны в 1 км к востоку от Тамбова. В северной части озера находится посёлок Пригородного лесничества. Общая площадь водоёма — 9,5 га.
С 1979 года является памятником природы регионального значения.

## Физико-географическая характеристика

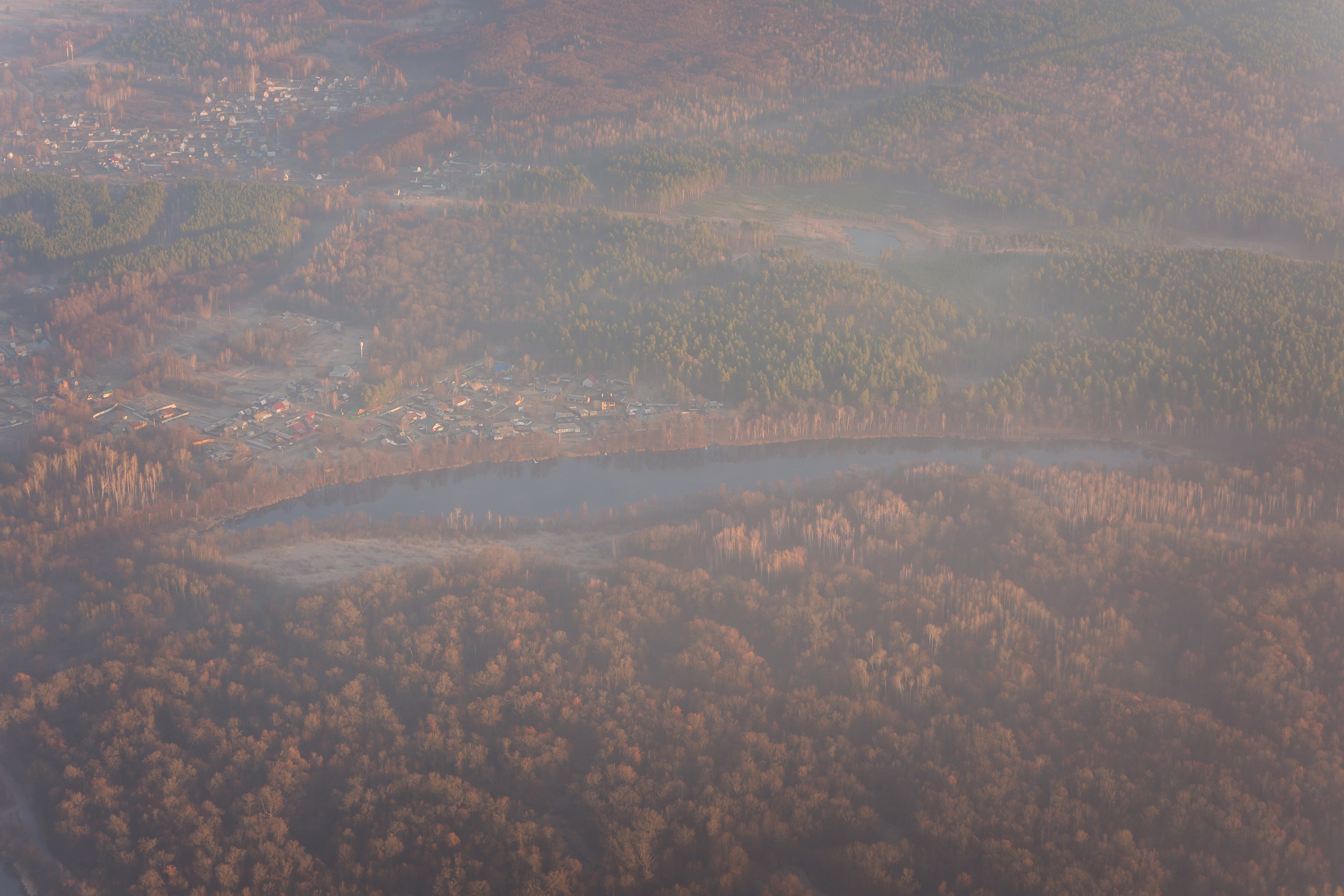
Озеро с высоты птичьего полёта

Озеро является старицей Цны и расположено в неглубокой котловине, которая сильно вытянута с запада на восток. Водоём полностью проточный. На востоке в него впадает река Гремячка, а затем вытекает с западной стороны, через 100 м попадая в Цну. Длина береговой линии равна 1300 м, максимальная ширина 137 м. Ближе к западу озеро сужается, образуя залив длиной 350 м и шириной от 25 до 75 м. Средняя глубина составляет 1,3 м, максимальная — 2,2 м. Помимо притока воды из Гремячки, водный режим Чистоозёрного определяется количеством атмосферных осадков, испарениями и подземными родниками. Кроме того, во время сильных половодий и паводков в озеро может поступать вода из близлежащей Цны. Установлено, что доля подземных вод в питании водоёма составляет около 20 %. Вода Чистоозёрного в районе впадения Гремячки имеет выраженный желтовато-бурый оттенок. Специалисты связывают данный факт с протеканием реки по заболоченной пойме и попаданием в воду большого количества гуминовых веществ.

## Флора и фауна
В водах озера активно произрастают камыш озёрный, кубышка, кувшинка, ряска, осока и тростник. Берега водоёма покрыты смешанным лесом, состоящим из берёзы, вяза, дуба, ивы, ольхи, осины, рябины, сосны. На северном берегу можно встретить кустарники — бересклет бородавчатый, черёмуху и малину. Травянистая растительность представлена вероникой, земляникой, колокольчиком, крапивой, ландышем, пижмой, подорожником, полынью, ромашкой, тысячелистником, чистотелом и хвощем. На южном берегу кроме перечисленных трав попадаются вьюнок, конский щавель, лабазник и мышиный горошек.
Животный мир Чистоозёрного озера состоит из таких рыб как ёрш, лещ, карась, краснопёрка, налим, окунь, подлещик, плотва и щука. Кроме того, в 1970 году в водоём была запущена партия толстолобика, а в 1971 году сюда был завезён белый амур.

## Рекреационные возможности
Водоём издавна славится чистой водой и великолепным лесным воздухом, а близкое расположение к городу делает его излюбленным местом отдыха тамбовчан. К сожалению, отсутствие оборудованных пляжей тормозит развитие полноценного туризма. Ко всему прочему, за лето озеро успевает затянуться ряской, что затрудняет купание. Попытка решить эту проблему была предпринята ещё в 1969 году. Земснарядом расчистили около одной трети Чистоозёрного с восточной стороны и углубили дно. На этом работы были завершены. Для полной реализации рекреационного потенциала необходимо провести углубление дна в оставшейся части акватории и оборудовать песчаные пляжи с северной стороны.